# Ath Hemad
 (novembre 2012).
Si vous disposez d'ouvrages ou d'articles de référence ou si vous connaissez des sites web de qualité traitant du thème abordé ici, merci de compléter l'article en donnant les références utiles à sa vérifiabilité et en les liant à la section « Notes et références ».
Ath Hemmad est un village de Kabylie au pied du Djurdjura ; Il fait partie de la commune de Saharidj. Ses habitants sont totalement Kabylophones.